# Саккурвьель
Саккурвье́ль (фр. Saccourvielle, окс. Sacorvièla) — коммуна во Франции, находится в регионе Юг — Пиренеи. Департамент — Верхняя Гаронна. Входит в состав кантона Баньер-де-Люшон. Округ коммуны — Сен-Годенс.
Код INSEE коммуны — 31465.

## География

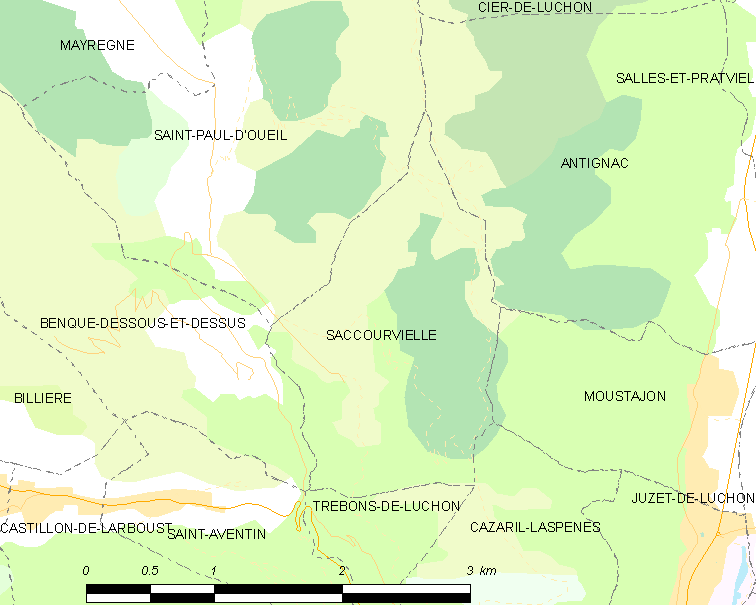
Карта коммуны

Коммуна расположена приблизительно в 690 км к югу от Парижа, в 115 км к юго-западу от Тулузы.
По территории коммуны протекает река Нест-д’Уэй. Около половины территории коммуны занимают леса.

## Климат
Климат умеренно-океанический. Зима мягкая и снежная, весна характеризуется сильными дождями и грозами, лето сухое и жаркое, осень солнечная. Преобладают сильные юго-восточные и северо-западные ветры.

## Население
Население коммуны на 2010 год составляло 13 человек.
| 1962 | 1968 | 1975 | 1982 | 1990 | 1999 | 2010 |
| ---- | ---- | ---- | ---- | ---- | ---- | ---- |
| 29   | 21   | 13   | 10   | 16   | 14   | 13   |

## Администрация
| Период | Период | Фамилия       | Партия | Примечания |
| ------ | ------ | ------------- | ------ | ---------- |
| 1976   | 2014   | Мамер Бурдет  |        |            |
| 2014   | 2020   | Клеман Гарсия |        |            |

## Экономика
В 2010 году среди 10 человек трудоспособного возраста (15—64 лет) 4 были экономически активными, 6 — неактивными (показатель активности — 40,0 %, в 1999 году было 71,4 %). Из 4 активных жителей работали 4 человека (3 мужчин и 1 женщина), безработных не было. Среди 6 неактивных 1 человек был учеником или студентом, 3 — пенсионерами, 2 были неактивными по другим причинам.

## Достопримечательности
- Церковь Св. Варфоломея[фр.] (XII век). Исторический памятник с 1944 года[4]
- Руины башни Кастель-Бланка (XII век)

## Фотогалерея

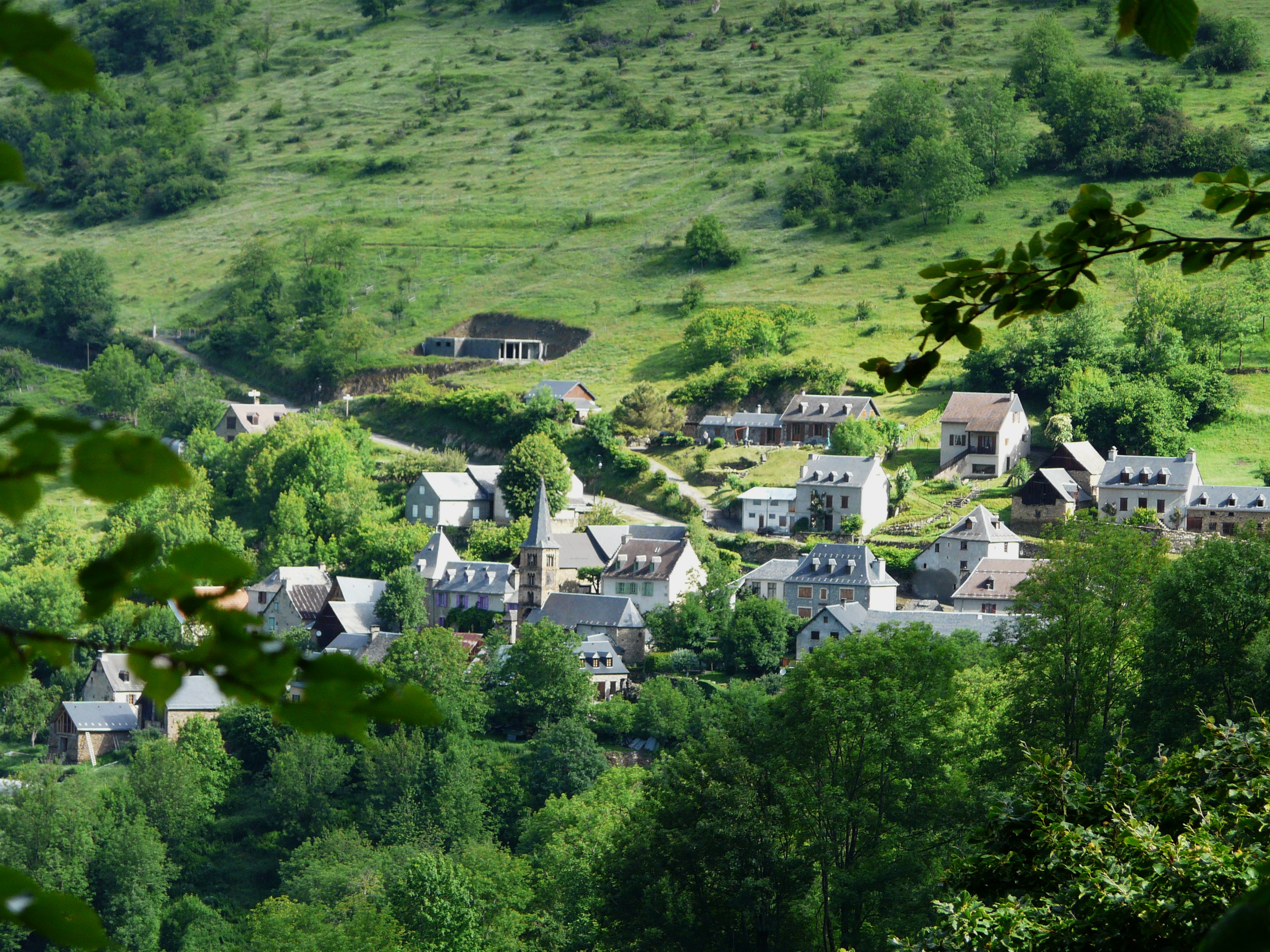
Саккурвьель
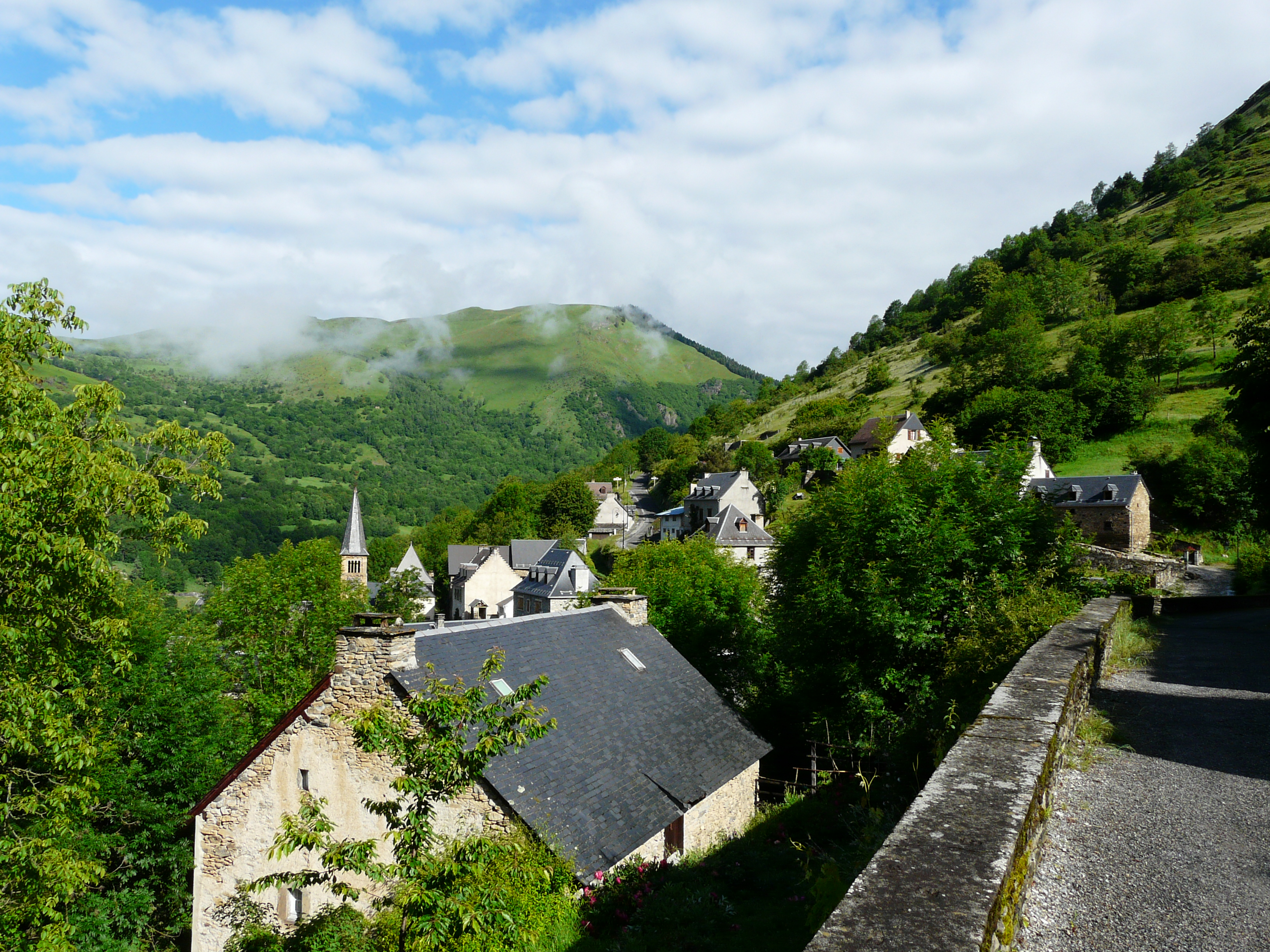
Саккурвьель
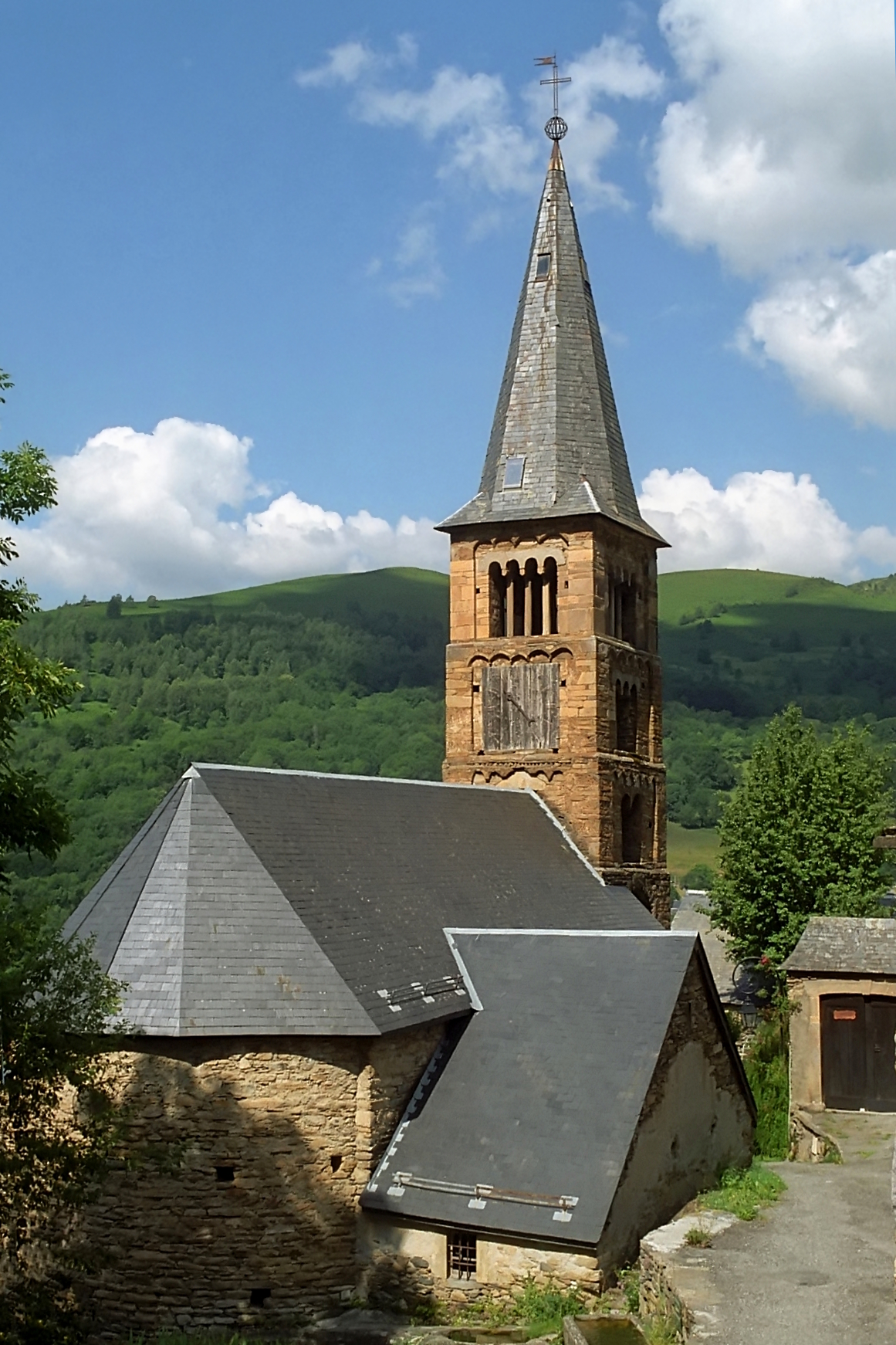
Церковь Св. Варфоломея
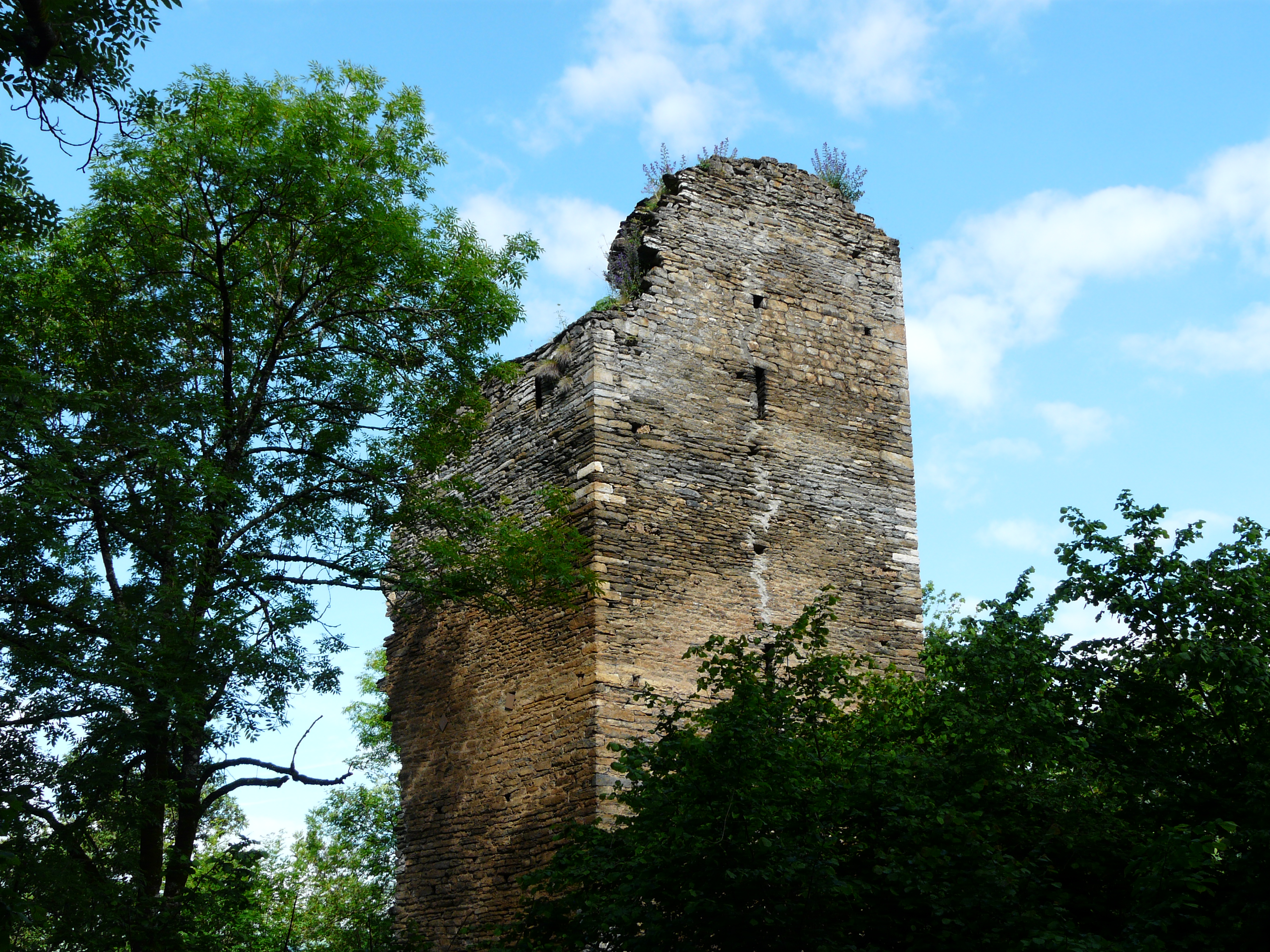
Руины башни Кастель-Бланка
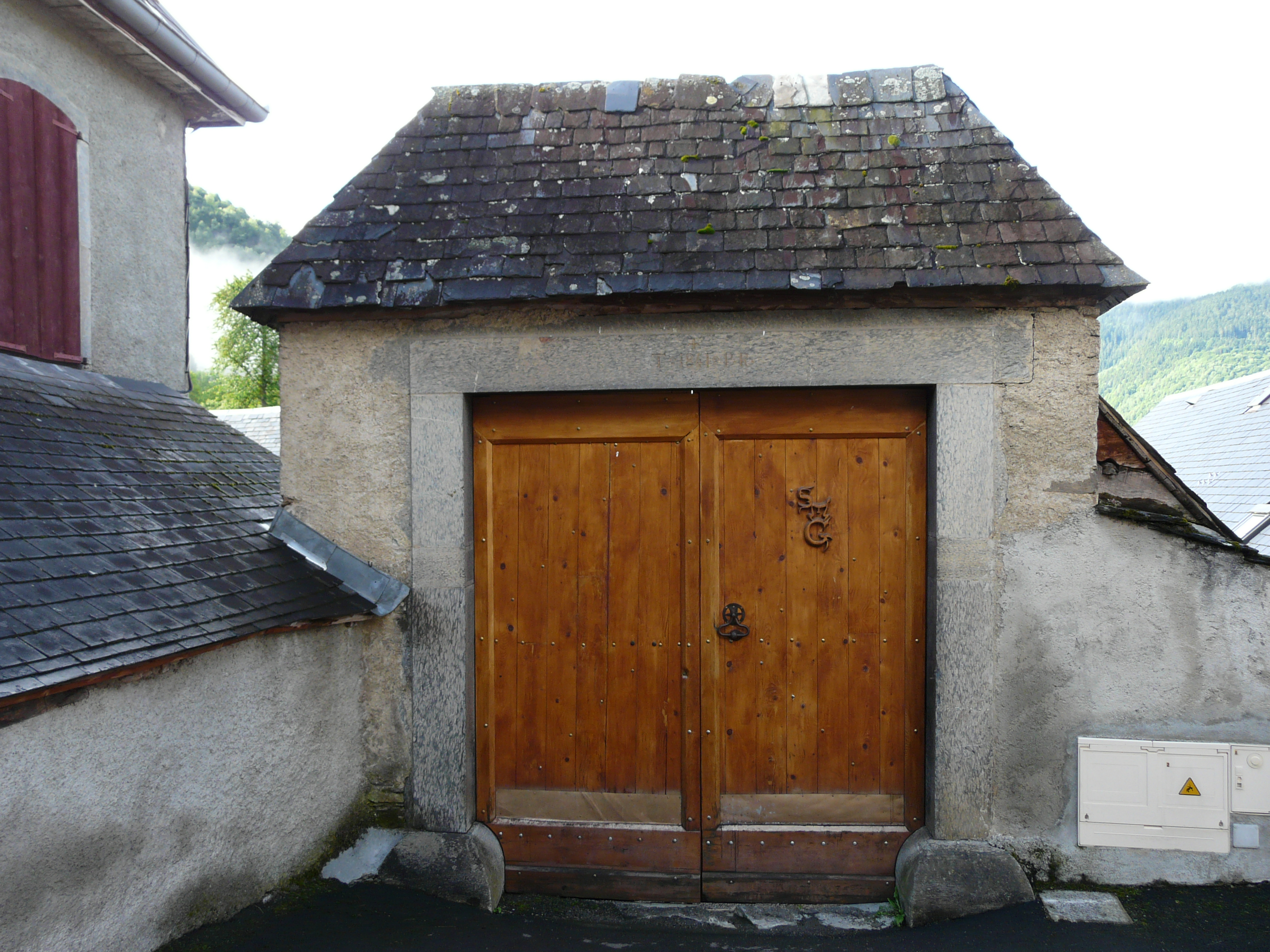
Ворота (1841 год)